# Pinus maximinoi
Pinus maximinoi là một loài thực vật hạt trần trong họ Thông. Loài này được H.E.Moore miêu tả khoa học đầu tiên năm 1966.